# Кинзикеев, Шамиль Калимуллович
Кинзикеев Шамиль Калимуллович (род. 15 марта 1951 года, г. Уфа) — акробат, эквилибрист, артист Уфимского цирка. Народный артист Республики Башкортостан (1997).

## Биография
Родился 15 марта 1951 года в г. Уфе.
В 1973 году окончил Башкирскую цирковую студию. С 1969 года работал униформистом при цирке, с 1973 года — акробат в Башкирском цирковом коллективе при Уфимском цирке, с 1993 года работал в Российской государственной цирковой компании в Москве.
В Цирке работал в номере «Акробаты-прыгуны с подкидными досками». Шамиль Калимуллович — создатель и участник номера «Эквилибристы с кольцом» (с 1990 «Эквилибристы на першах с кольцом», с засл. артисткой РБ Т. Ю. Казаковой).
Гастролировал по России, в Австрии, Норвегии, Франции, Швеции, Японии.

## Награды и звания
- Народный артист РБ (1997)
- Заслуженный артист БАССР (1990)
- Орден Дружбы народов (2008)